# Tetragomphius
Tetragomphius ist eine Gattung der Hakenwürmer, die bei Dachsen in Asien (Japanischer Dachs, Schweinsdachs) vorkommen. Eine Art konnte auch bei einem Waschbären im Zoo von Kalkutta nachgewiesen werden.

## Merkmale
Die Mundöffnung hat keine Schneideplatten und ist nach vorn-oben gerichtet, wobei die Rückwärtskrümmung des Vorderendes nur sehr gering ist. Um die Mundöffnung liegt ein kragenartiger Blätterkranz (Corona radiata). Die Mundkapsel ist tassenförmig, der Dorsalkonus im Gegensatz zu Acheilostoma nur klein. Die Vulva liegt im hinteren Körperdrittel. Die Spicula sind länger als die halbe Körperlänge.

## Systematik
Tetragomphius wird von Hodda (2022) in die Tribus Bunostomini und zusammen mit Acheilostoma die Untertribus Acheilostominii eingeordnet. Die Tribus Bunostomini war von Arthur Looss 1911 zur Unterfamilie Bunostominae erhoben worden, nach der neueren Systematik sind sie wieder als Tribus in die Hakenwürmer (Ancylostomatinae) integriert. Zur Gattung gehören folgende Arten:
- Tetragomphius arctonycis Jansen, 1968
- Tetragomphius melis Ohbayashi, Suzuki & Araki, 1974